# Ježův hrad
Ježův hrad (též Vícov) je zřícenina středověkého hradu nacházející se poblíž obce Vícov ve Vojenském újezdu Březina v okrese Vyškov. Hrad byl založen ve 14. století a opuštěn pravděpodobně již na počátku 15. století. Jeho současný alternativní název "Ježův hrad" byl odvozen od jména Jana (Ješka) z Kunštátu. Dochovaly se pouze malé zbytky zdí a terénní relikty naznačující původní dispozici hradu. Zřícenina se nachází poblíž cykloturistické trasy Repechy - Vícov, která vede jinak nepřístupným územím. Přestože je lokalita součástí vojenského újezdu, oblast kolem hradu byla vyjmuta a je za určitých podmínek přístupná veřejnosti.

## Historie

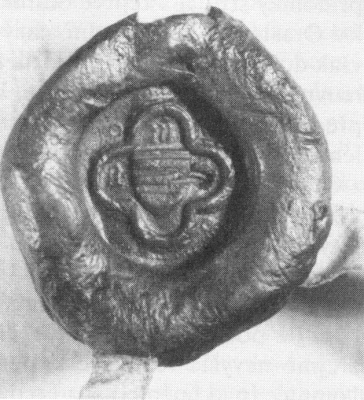
Pečeť Ješka Pušky z Kunštátu

První písemná zmínka o hradu pochází z roku 1355. V roce 1358 držel Vícov Henzlín z Vícova. Roku 1379 markrabě Jošt zastavil hrad Oldřichovi z Boskovic. Při trestné výpravě proti Janu Ozorovi z Boskovic roku 1389 byl hrad dobyt vojskem markraběte a jeho zboží dostal lénem Petr z Kravař. Následně Vícov držel Jan Kuna z Kunštátu, který jej roku 1408 prodal svému bratrovi Heraltu Puškovi z Kunštátu. V roce 1418 je Vícov uváděn jako zboží, které náleželo k hradu Otaslavice, přičemž byl pravděpodobně již zříceninou. Poslední zmínka o hradu je z roku 1512, kdy je v listinách uvedena ves Vícov s hradiskem. Od té doby se hrad, nazvaný podle Jana (Ješka) Ježovým hradem, v písemných pramenech již neuvádí.

## Archeologický výzkum
Archeologické výzkumy prokázaly, že hrad byl budován podle typického schématu středověkých hradů své doby. Dispozičně se skládal z lichoběžníkového předhradí a vlastního hradu, jehož jádro tvořil věžovitý palác. Podél severní brány se nacházejí zbytky silné parkánové zdi. Vzhledem k tomu, že se objekt nachází v současném vojenském prostoru, byl archeologický výzkum lokality značně omezen. Většina průzkumů proběhla ještě před rokem 1936, kdy bylo toto území zabráno armádou. Novější archeologické průzkumy nebyly možné nebo byly realizovány pouze v omezené míře. Přesto dochované pozůstatky poskytují cenné informace o fortifikační architektuře a stavebních technikách používaných při budování menších šlechtických sídel ve 14. století.

## Současný stav
V současnosti se z hradu dochovaly pouze malé zbytky zdí, které však umožňují identifikovat původní dispozici objektu. Nejlépe zachované jsou části parkánové zdi u severní brány. Zřícenina se nachází ve vojenském výcvikovém prostoru, ale je součástí oblasti, která byla z újezdu lokálně vyjmuta a je přístupná, pokud návštěvníci vědí, kde ji najít. K hradu nevede turistické značení a přístup je možný několika cestami. Nejsnadnější je cesta od obce Vícov kolem fotbalového hřiště, dále okolo křížku rovně lesem k potoku, přes dřevěný můstek a po skalnaté šíji, která vede po hřebeni až k hradní zřícenině. Alternativní trasa vede od Hamer údolím potoka Okluky (Hloučela). U soutoku s jiným potokem je vybudováno odpočívadlo s informační tabulí. Od roku 2011 se prostor ohraničený od Hamerských rybníků, údolím Okluky s cyklostezkou, Repešským žlebem a dále až do Repech považuje za zpřístupněnou část vojenského újezdu. K hradní zřícenině se váže pověst o ukrytém pokladu, který údajně hlídá ohnivý kohout se žhnoucíma očima a korunkou na hlavě. Podle pověsti může člověk k pokladu přistoupit pouze během pašijového týdne, jinak jej kohout oslepí, takže nenajde cestu zpět.

## Fotogalerie

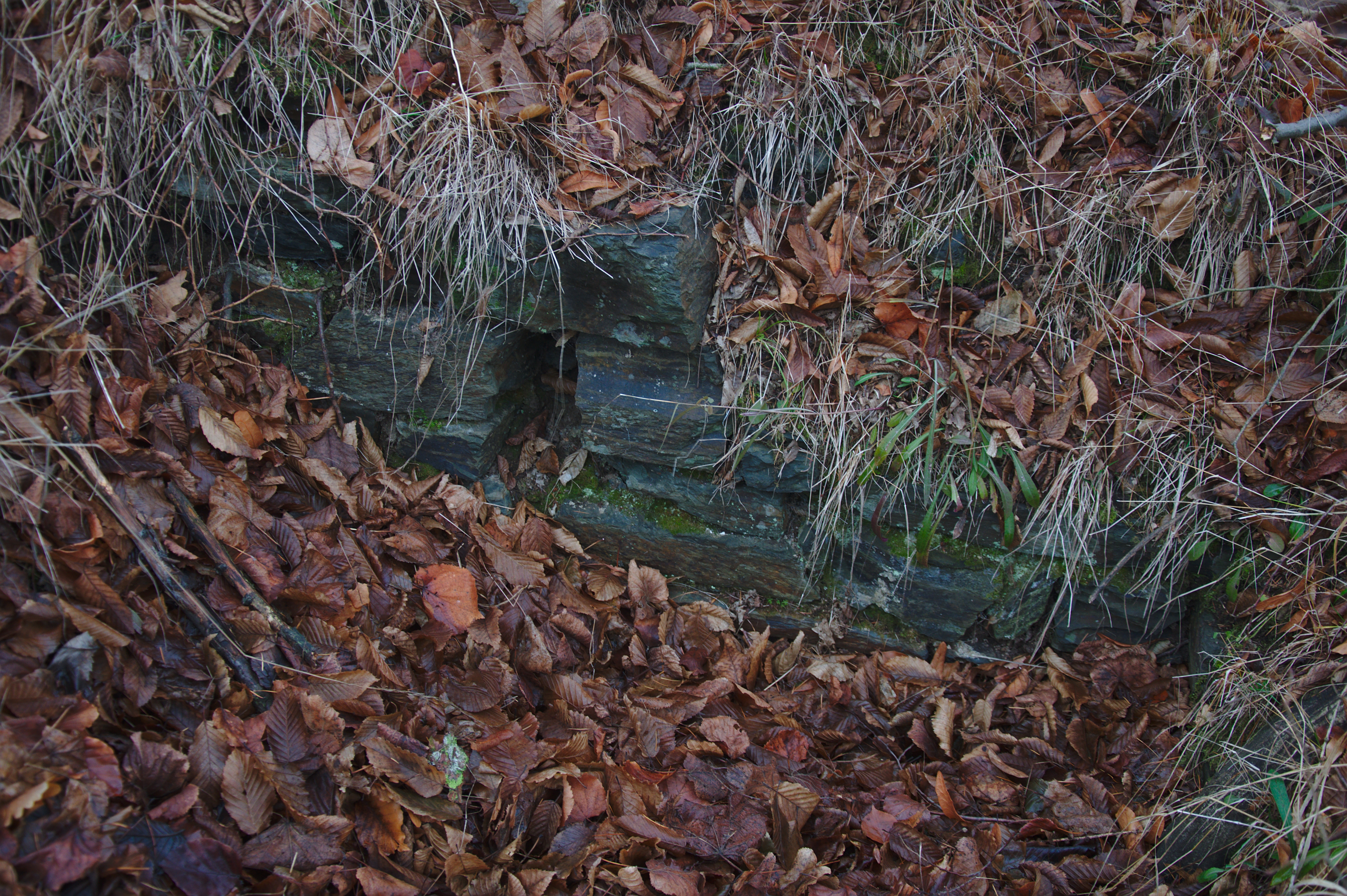
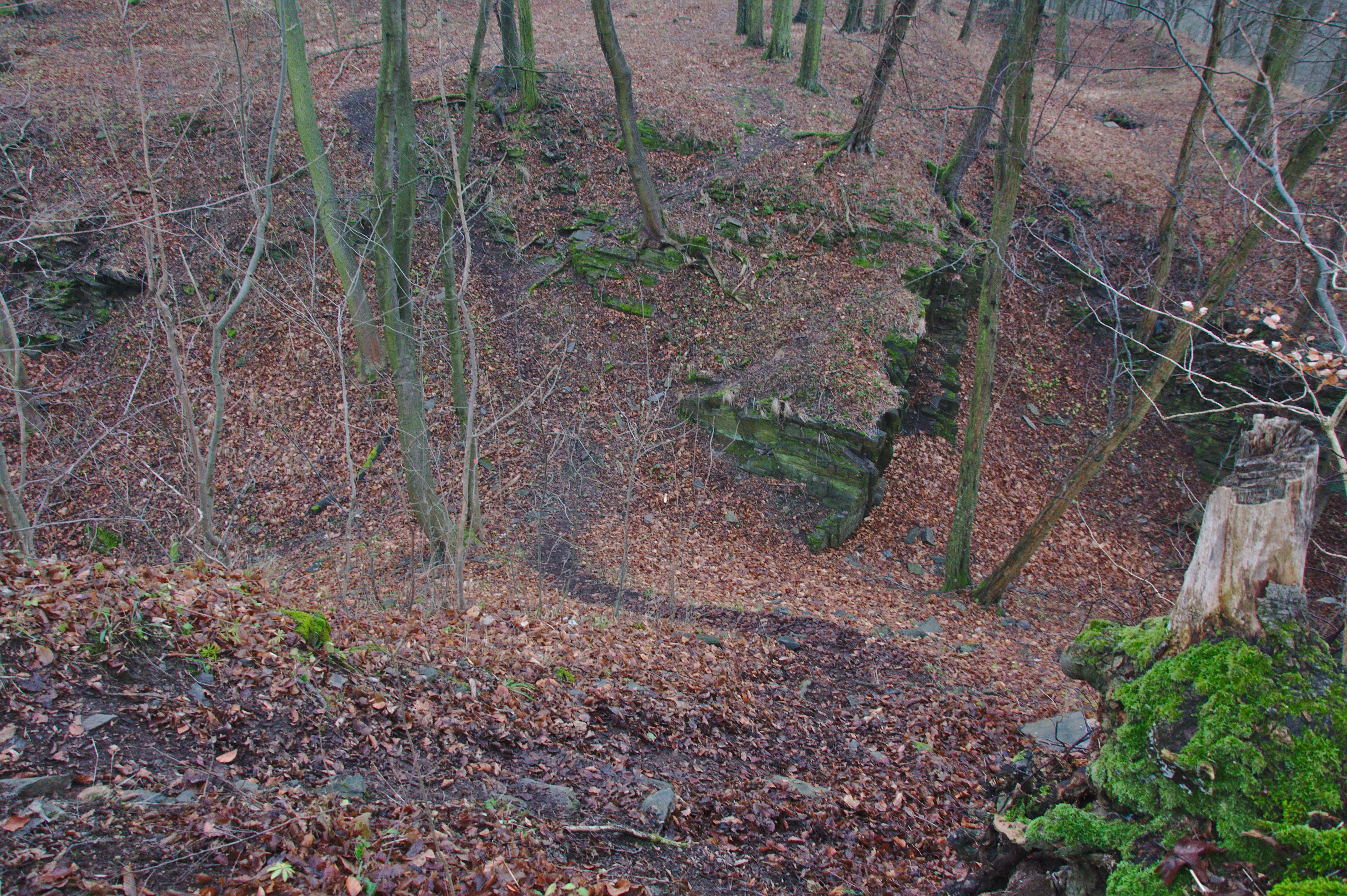
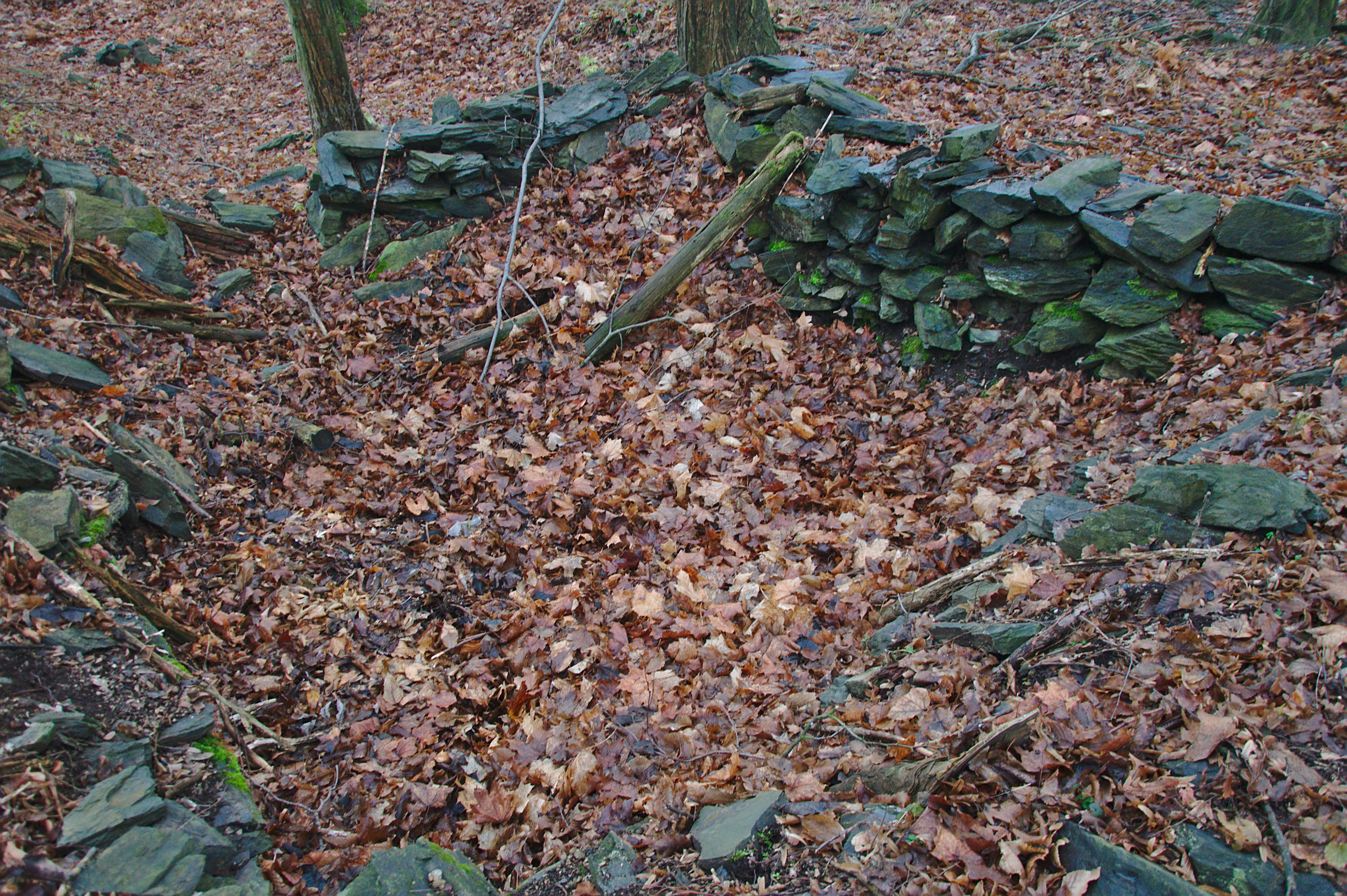
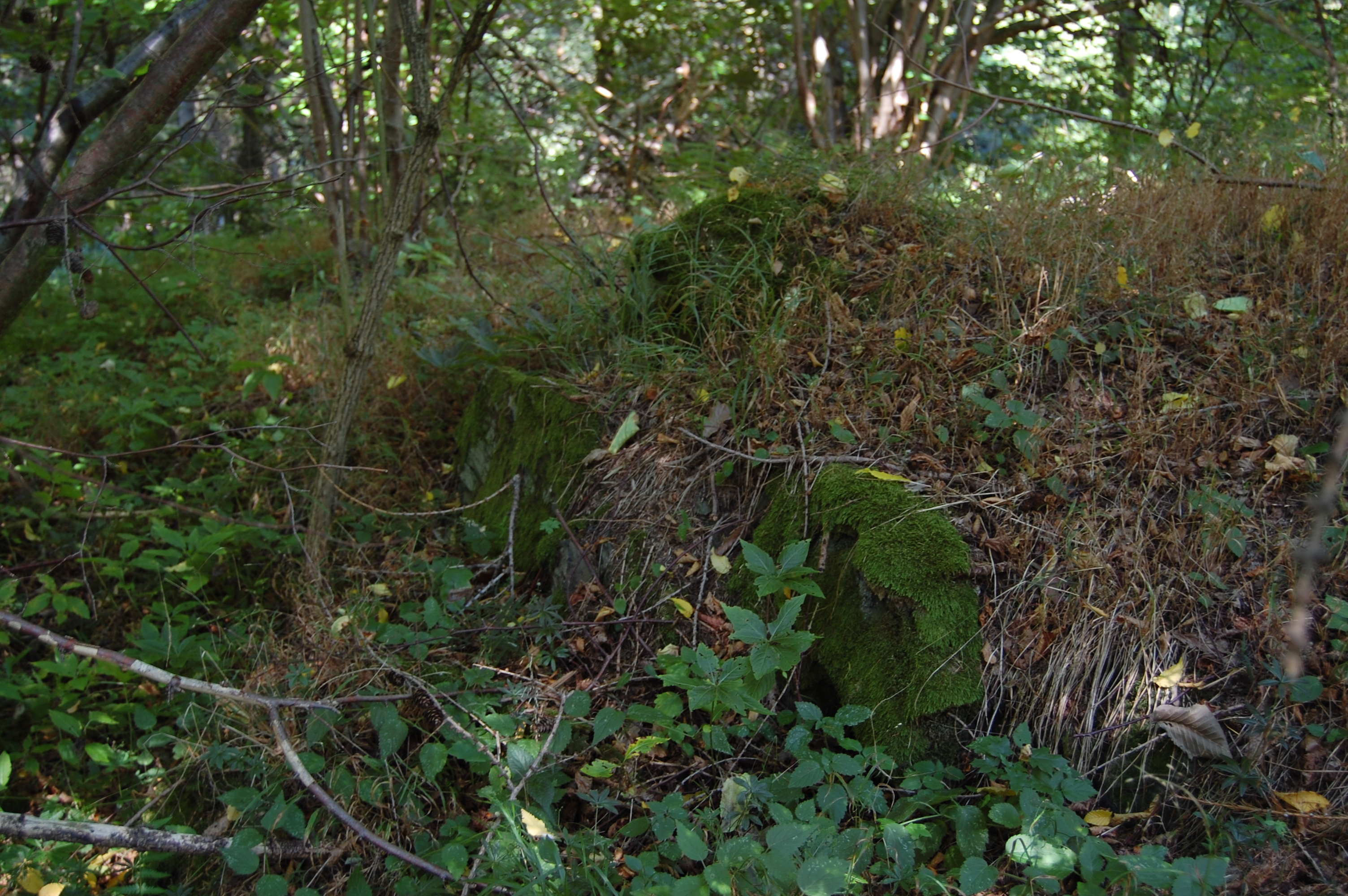